# Kinh đô thời trang

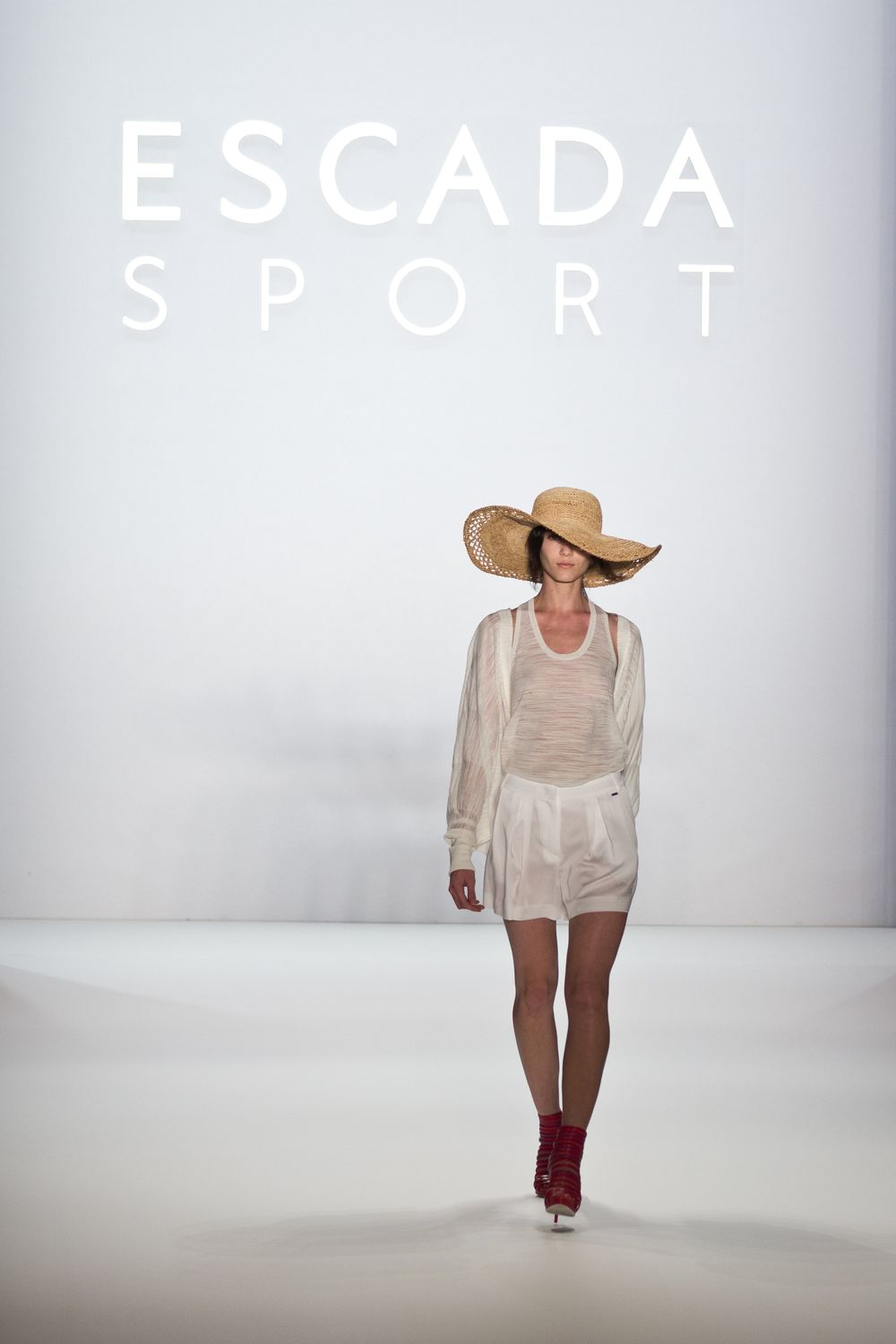
Berlin Fashion Week Xuân/Hạ 2013

Kinh đô thời trang là một thành phố có sức ảnh hưởng lớn đến xu hướng thời trang của thế giới, với những tiêu chí bao gồm thiết kế, khâu sản xuất và bán lẻ các sản phẩm thời trang, cộng với các sự kiện như tuần lễ thời trang, giải thưởng và hội chợ thương mại đều tạo ra lượng giá trị kinh tế đáng kể.
Những thành phố đạt danh hiệu "Tứ Đại" kinh đô thời trang toàn cầu trong thế kỷ 21 là Milano, Luân Đôn, New York và Paris.

## Định nghĩa kinh đô thời trang
Các kinh đô thời trang đảm nhận vai trò lãnh đạo trong trang phục và thiết kế. Ngoài ra, chúng thường có sự kết hợp rộng rãi giữa các hoạt động kinh doanh, nghệ thuật, giải trí và văn hóa, được quốc tế công nhận là có bản sắc độc đáo và mạnh mẽ. Thêm vào đó, trạng thái của một kinh đô thời trang ngày càng được liên kết với hồ sơ trong nước và quốc tế của thành phố. Kinh đô thời trang cũng có thể là một phần của bối cảnh thiết kế vĩ mô, với các trường đào tạo thiết kế, tạp chí thời trang và một thị trường địa phương với những người tiêu dùng giàu có.
Kể từ thế kỷ 16, Milano đã được công nhận rộng rãi là Kinh đô thời trang của Thế giới. Ngày nay, khái niệm kinh đô thời trang còn được dùng để mô tả những thành phố tổ chức các tuần lễ thời trang, như Milan Fashion Week, Paris Fashion Week, London Fashion Week và New York Fashion Week, để phô diễn thế mạnh ngành công nghiệp thời trang của chúng. Ngoài ra, nhiều thành phố khác cũng tổ chức những sự kiện thời trang đáng chú ý và tạo ảnh hưởng quan trọng trong thời trang toàn cầu.

## Lịch sử
Trong lịch sử, một vài thành phố đã lần lượt là kinh đô thời trang. Trong thời Phục Hưng, các thành bang khác nhau mà ngày nay là nước Ý hiện đại, dẫn đầu xu hướng chính của châu Âu, nhờ vào sức mạnh văn hóa mà chúng đã phát huy trong thời kỳ bấy giờ. Các thành phố bao gồm Firenze (Florence), Milano (Milan), Roma (Rome), Napoli (Naples), Genova (Genoa) và Venezia (Venice).

### Thế kỷ 20 và đương đại

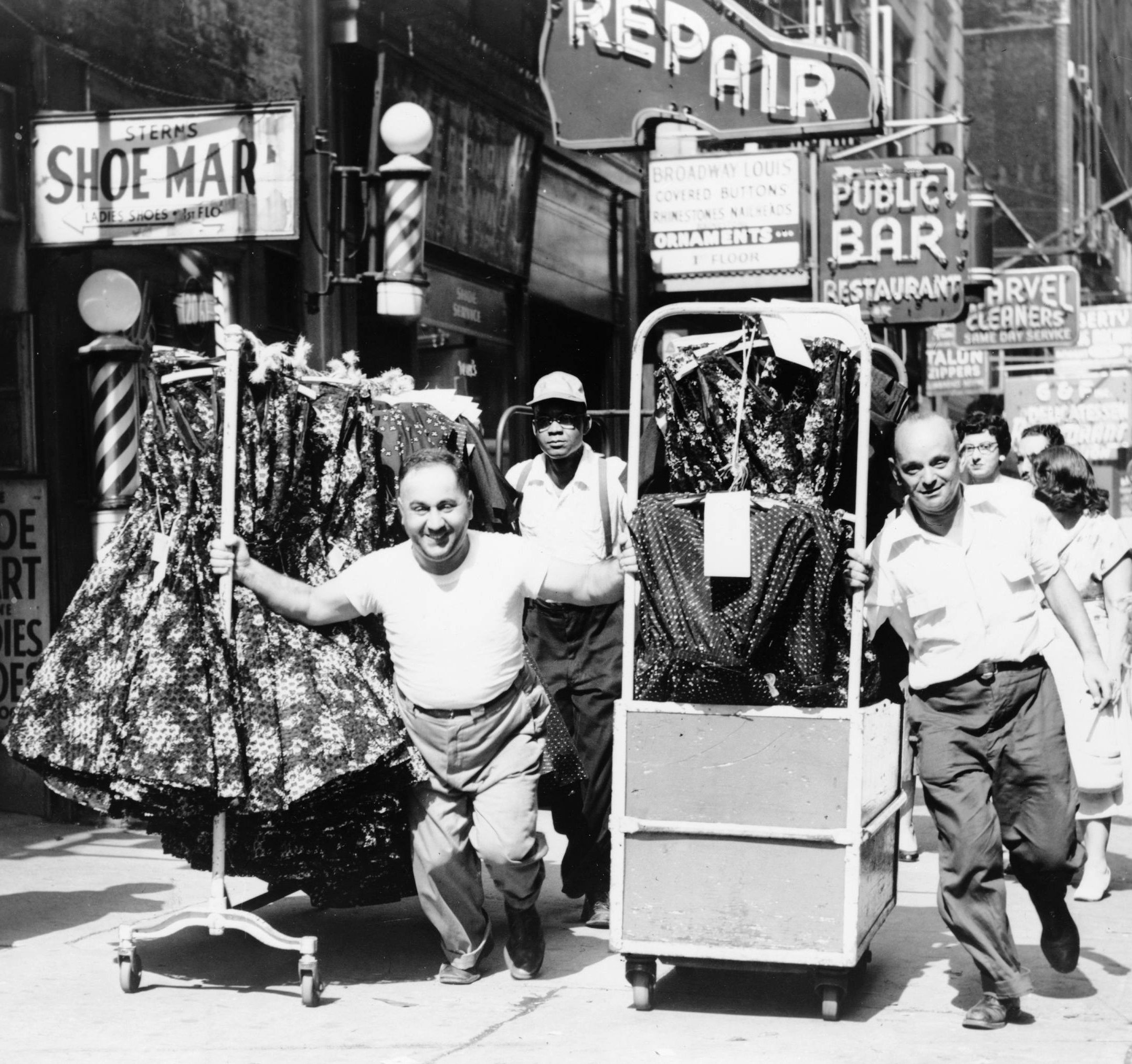
Quận Garment tại New York 1955

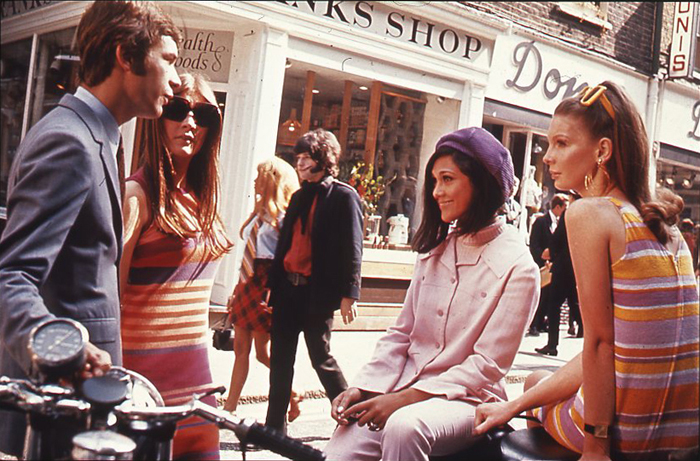
"Swinging London," phố Carnaby, Luân Đôn 1966

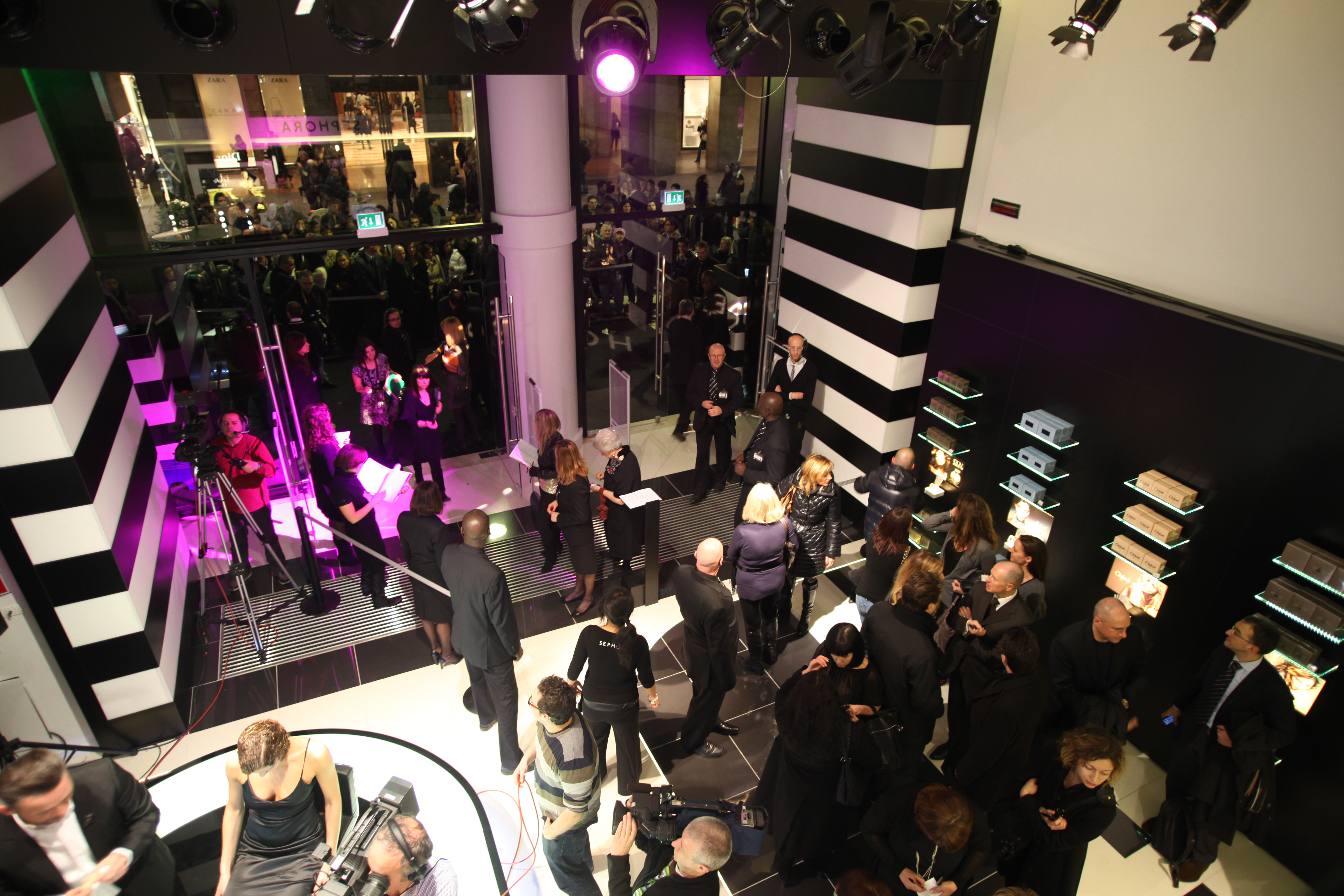
Sự kiện Milan Fashion Week 2010

## Xếp hạng kinh đô thời trang thường niên
Xếp hạng kinh đô thời trang thường niên được thực hiện bởi Global Language Monitor, một công ty có trụ sở tại Hoa Kỳ theo dõi các xu hướng thông qua ngôn ngữ được sử dụng toàn cầu. Top 63 kinh đô thời trang năm 2019 theo danh sách dưới đây:
| Hiện tại (2019) | Thành phố          | Trước đó (2018) | Thứ hạng   |
| --------------- | ------------------ | --------------- | ---------- |
| 1               | Thành phố New York | 2               | 1          |
| 2               | Paris              | 1               | 1          |
| 3               | Barcelona          | 7               | 4          |
| 4               | Milano             | 6               | 2          |
| 5               | Roma               | 5               | Giữ nguyên |
| 6               | Luân Đôn           | 3               | 3          |
| 7               | Amsterdam          | 23              | 15         |
| 8               | Berlin             | 8               | Giữ nguyên |
| 9               | Las Vegas          | 26              | 14         |
| 10              | Dubai              | 17              | 7          |
| 11              | Singapore          | 14              | 3          |
| 12              | Hồng Kông          | 12              | Giữ nguyên |
| 13              | Firenze            | 11              | 2          |
| 14              | Los Angeles        | 4               | 10         |
| 15              | Madrid             | 9               | 6          |
| 16              | Bali               | 40              | 24         |
| 17              | Seoul              | 56              | 39         |
| 18              | Praha              | 33              | 15         |
| 19              | Rio de Janeiro     | 18              | 1          |
| 20              | Buenos Aires       | 29              | 9          |
| 21              | Washington, D.C.   | 54              | 33         |
| 22              | Moskva             | 22              | Giữ nguyên |
| 23              | Tokyo              | 10              | 13         |
| 24              | Santiago           | 43              | 19         |
| 25              | Viên               | 34              | 9          |
| 26              | Thượng Hải         | 15              | 11         |
| 27              | Mumbai             | 38              | 11         |
| 28              | Melbourne          | 49              | 21         |
| 29              | Stockholm          | 46              | 23         |
| 30              | Băng Cốc           | 50              | 20         |
| 31              | Warszawa           | 42              | 11         |
| 32              | Copenhagen         | 36              | 4          |
| 33              | San Francisco      | 37              | 4          |
| 34              | Sydney             | 13              | 21         |
| 35              | São Paulo          | 16              | 19         |
| 36              | Antwerpen          | 25              | 11         |
| 37              | Johannesburg       | 48              | 11         |
| 38              | Dallas             | 20              | 18         |
| 39              | Austin             | 45              | 6          |
| 40              | Abu Dhabi          | Debut           | Giữ nguyên |
| 41              | Sankt-Peterburg    | 35              | 6          |
| 42              | Cape Town          | 41              | 1          |
| 43              | Thành phố Mexico   | 53              | 10         |
| 44              | Portland, Oregon   | Ra mắt          | Giữ nguyên |
| 45              | Frankfurt          | 51              | 6          |
| 46              | Boston             | 24              | 18         |
| 47              | Kuala Lumpur       | Ra mắt          | Giữ nguyên |
| 48              | Miami              | 37              | 11         |
| 49              | Monaco             | 21              | 28         |
| 50              | Atlanta            | 47              | 3          |
| 51              | New Delhi          | 39              | 12         |
| 52              | Vancouver          | 52              | Giữ nguyên |
| 53              | Chicago            | 27              | 26         |
| 54              | Houston            | 30              | 24         |
| 55              | Montreal           | 47              | 8          |
| 56              | Dakar              | Ra mắt          | Giữ nguyên |
| 57              | Beirut             | Ra mắt          | Giữ nguyên |
| 58              | Kraków             | 44              | 14         |
| 59              | Toronto            | 28              | 31         |
| 60              | Lagos              | Ra mắt          | Giữ nguyên |
| 61              | Columbus           | Ra mắt          | Giữ nguyên |
| 62              | Accra              | Ra mắt          | Giữ nguyên |
| 63              | Caracas            | Gián đoạn       | Giữ nguyên |

### Phiên bản 2017
Bảng xếp hạng 2017 bao gồm 63 kinh đô thời trang. Trong đó bao gồm 3 kinh đô thời trang mới từ các nước Tây Phi: Accra, Ghana; Dakar, Senegal; và Lagos, Nigeria, một kinh đô thời trang mới từ Đông Nam Á: Kuala Lumpur, Malaysia, một kinh đô thời trang mới từ Trung Đông: Beirut, Liban. Trước các cuộc nổi dậy bất ổn trong khu vực, Beirut được gọi là Paris của Trung Đông. Có hai kinh đô thời trang mới từ Bắc Mỹ: Portland, Oregon nổi tiếng với văn hóa 'khác lạ', giống như Austin, Texas và Columbus, và Ohio, được biết đến trong thế giới thời trang là trụ sở sản xuất của Henri Bendel, Victoria's Secret, Bath & Body Works, Abercrombie & Fitch (A & F) và những thương hiệu khác.

### Xếp hạng năm 2018
GLM công bố danh sách năm 2018 với New York vẫn giữ vững vị trí dẫn đầu.